# Château du Solier
Pour les articles homonymes, voir Solier.
Le château du Solier est un château situé à Saint-Hilaire-de-Lavit, en France.

## Description
Le château est de taille moyenne, possède deux étages et un donjon. C'est une propriété privée.

## Localisation
Le château est situé sur la commune de Saint-Hilaire-de-Lavit, dans le département français de la Lozère.

## Historique
L'édifice est inscrit au titre des monuments historiques en 1999.